# Trifolium stoloniferum
Trifolium stoloniferum är en ärtväxtart som beskrevs av Henry Ernest Muhlenberg. Trifolium stoloniferum ingår i släktet klövrar, och familjen ärtväxter. Inga underarter finns listade i Catalogue of Life.

## Bildgalleri

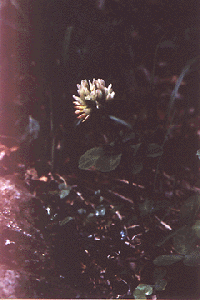